# Espaço de De Sitter

Animação de um universo de Sitter

Em matemática e física, um espaço de De Sitter é o análogo do espaço de Minkowski, ou de uma variedade quadrimensional de espaço-tempo, de uma esfera no comum espaço euclidiano. Também do ponto de vista geométrico, em certas classes de variedades lorentzianas, os espaços de Sitter e anti-de Sitter  são os seus parentes mais próximos. Isto significa que o espaço de de Sitter pode ser construído independentemente de qualquer teoria gravitacional, sendo portanto mais fundamental do que a equação de Einstein. Consequentemente, torna-se possível construir uma relatividade especial baseada no grupo de de Sitter, que e o grupo cinemático do espaço de de Sitter. O espaço de De Sitter tem curvatura negativa constante -12/R2 (o sinal depende de convenções) e reproduz (após uma renormalização) o espaço-tempo de Minkowski no limite da curvatura zero.

## Definição
O espaço de De Sitter pode ser definida como uma subvariedade de um espaço de Minkowski de uma dimensão superior. Tome o espaço de Minkowski R1,n com a métrica padrão:
{\displaystyle ds^{2}=-dx_{0}^{2}+\sum _{i=1}^{n}dx_{i}^{2}.}
espaço de de Sitter é o subvariedade descrita pela hiperbolóide de uma folha
{\displaystyle -x_{0}^{2}+\sum _{i=1}^{n}x_{i}^{2}=\alpha ^{2}}
onde {\displaystyle \alpha } é uma constante diferente de zero com as dimensões de comprimento. A métrica no espaço de Sitter é a métrica induzida da métrica de Minkowski ambiente.